# Tropidosteptes selectus
Tropidosteptes selectus är en insektsart som först beskrevs av Knight 1929.  Tropidosteptes selectus ingår i släktet Tropidosteptes och familjen ängsskinnbaggar. Inga underarter finns listade i Catalogue of Life.